# Arima (Trynidad i Tobago)
Arima – miasto i gmina w Trynidadzie i Tobago, leżące na wyspie Trynidad. Według danych z 2006 posiada ono 34 389 mieszkańców. Położone jest 26 kilometrów na wschód od stolicy kraju - Port-of-Spain. Piąte co do wielkości miasto w państwie.